# دانشگاه درکسل
دانشگاه درکسل (به انگلیسی: Drexel University) یک دانشگاه تحقیقاتی خصوصی در فیلادلفیا واقع در ایالت پنسیلوانیا آمریکا است که در سال ۱۸۹۱ میلادی بنیان‌نهاده شده‌است.

## نگارخانه

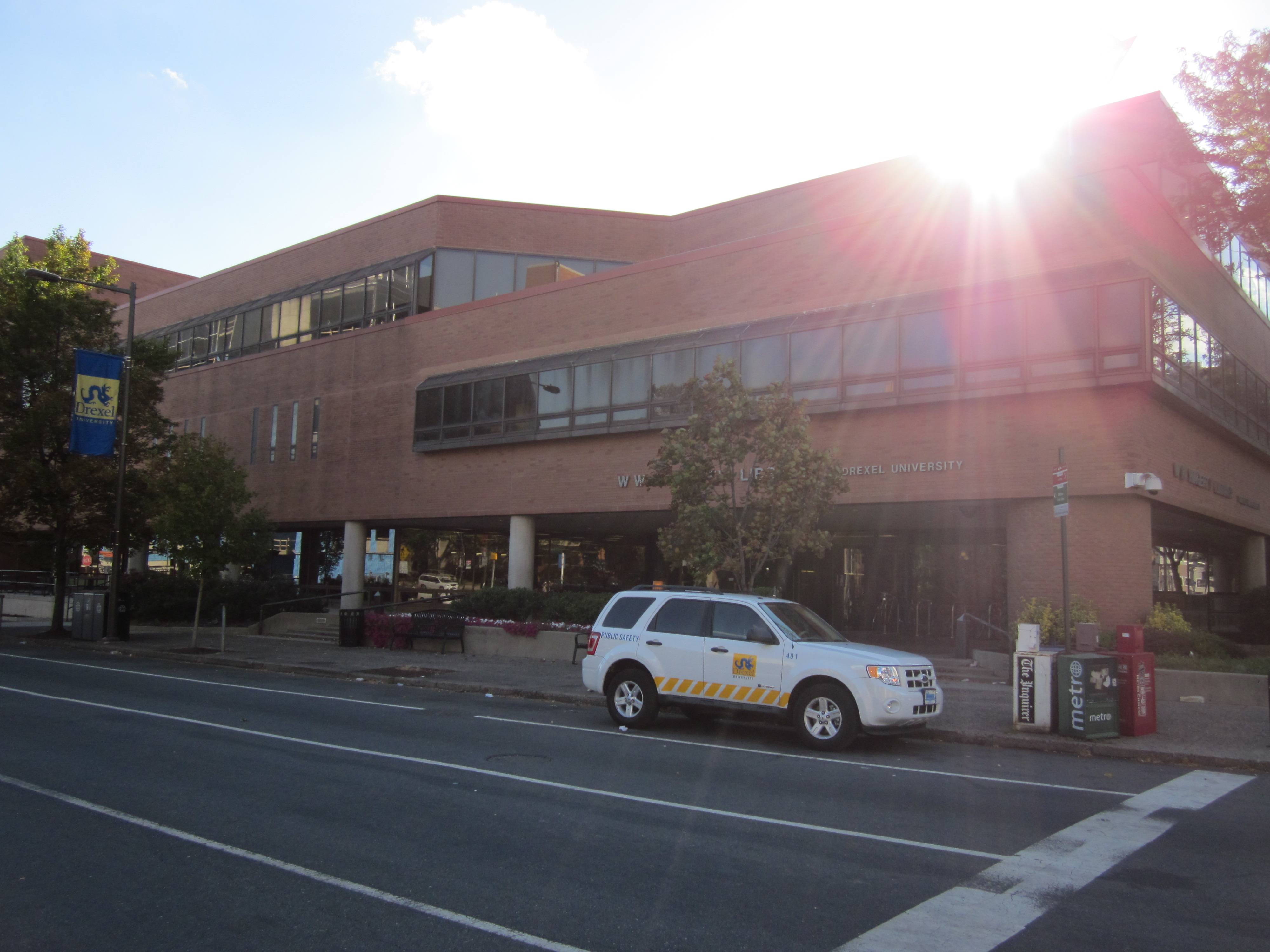
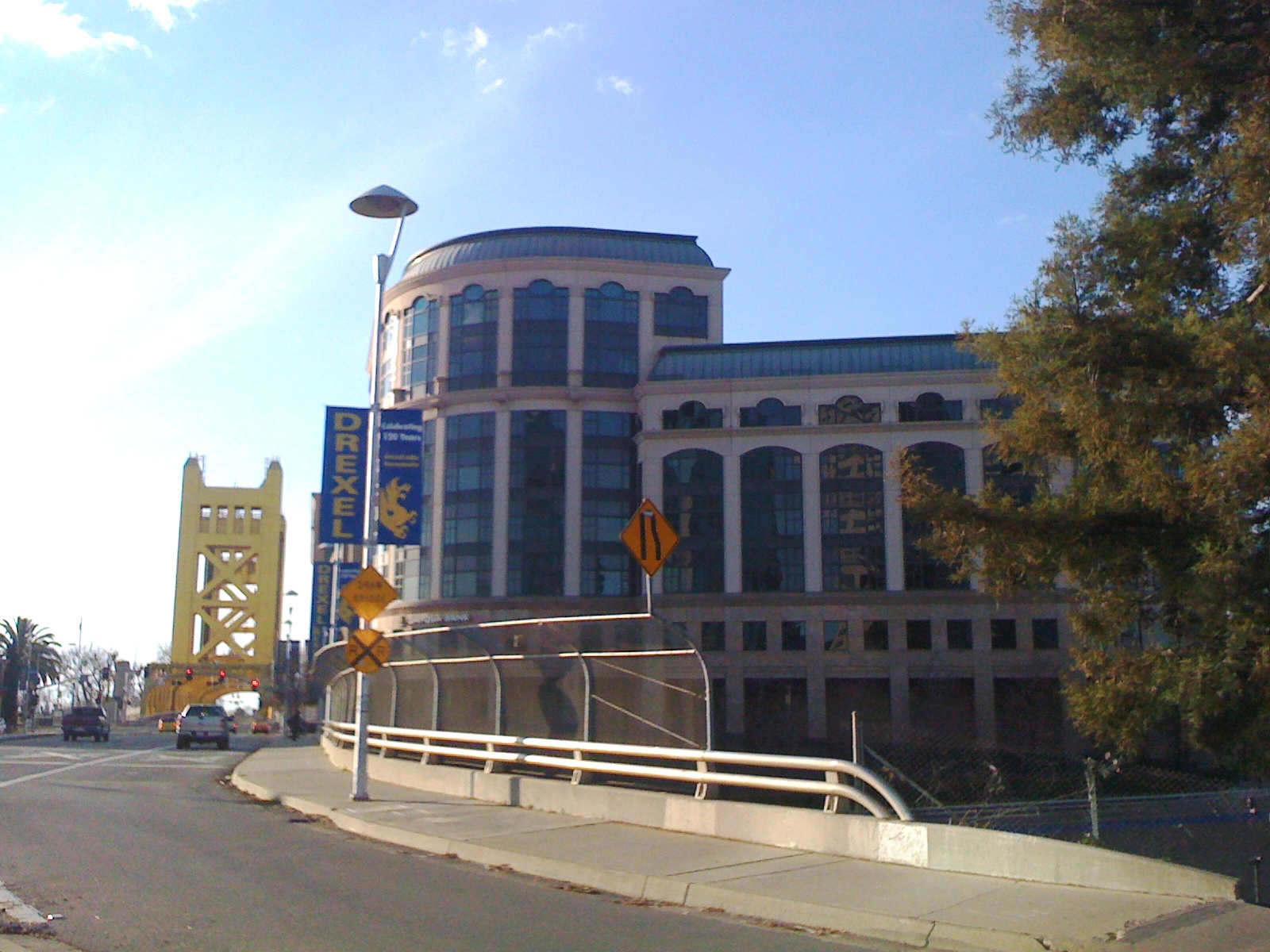
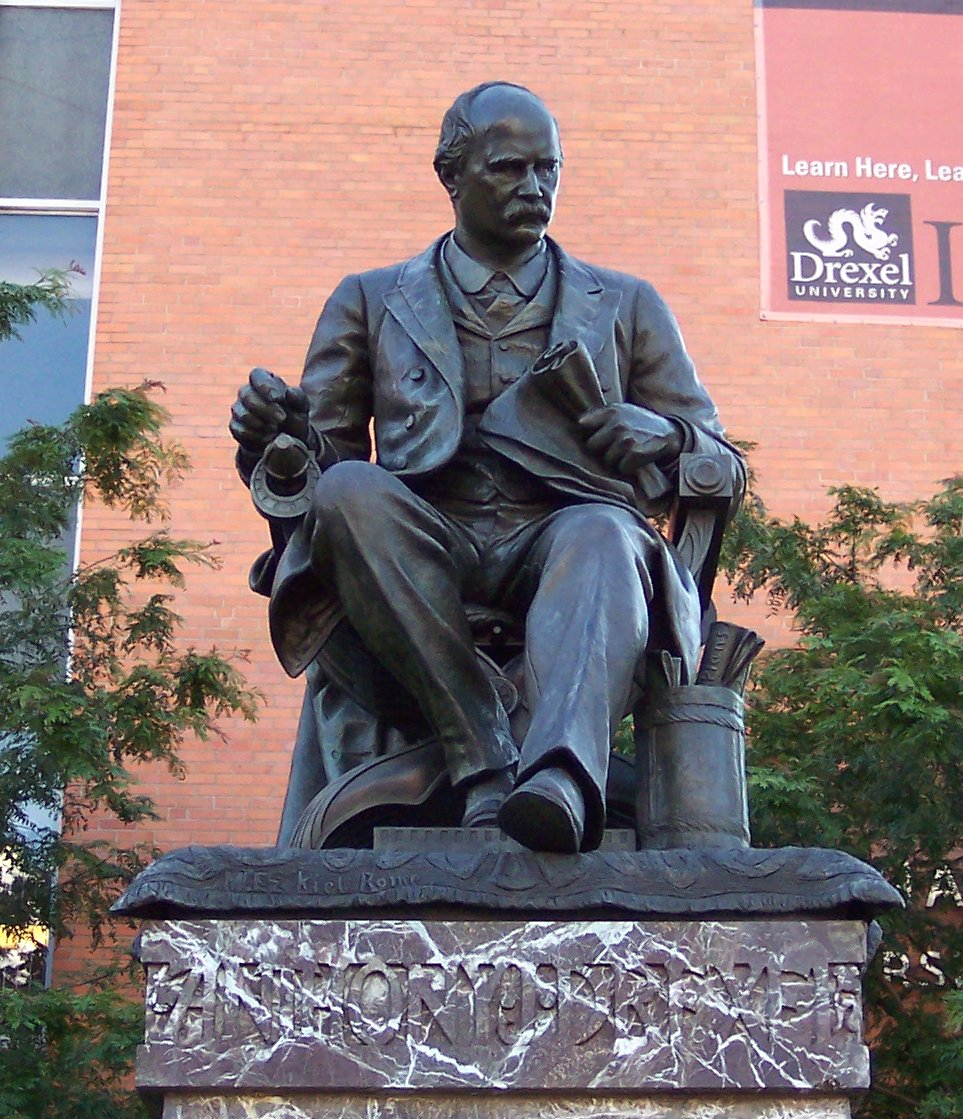
مجسمه جوزف درکسل مؤسس دانشگاه